# Pseudohemiceras krugii
Pseudohemiceras krugii là một loài bướm đêm trong họ Noctuidae.